# Юлія Цезар
Юлія Цезар (бл. 82 до н. е., Рим — серпень 54 до н. е., Рим) — дочка Юлія Цезаря, дружина  Помпея Великого.

## Походження
Юлія народилася в 82 чи в 83 роках до н. е. в сім'ї Гая Юлія Цезаря і його першої дружини, Корнелії Цінни, дочки Луція Корнелія Цінни.
Її мати померла в 68 до н. е. при пологах і вихованням Юлії займалася її бабуся, мати Цезаря, матрона Аврелія Котта.

## Шлюб
Як і більшість знатних патриціанок, Юлія була ще одним інструментом в руках свого батька, який допомагав йому робити кар'єру.
Спочатку Цезар планував видати її в шлюб з Фавстом Корнелієм Суллою, але в 67 до н. е. Сервілія запропонувала йому укласти заручини між Юлією та її сином від першого шлюбу Марком Юнієм Брутом. Цезар погоджується на це.
Однак, коли підійшов час одруження, Цезар розірвав заручини, виплатив Бруту обіцяний посаг — 100 талантів золотом, і видав Юлію за свого політичного соратника Помпея Великого.
Одруження проходило за обрядом  confarreatio — найурочистішим і складним обрядом одруження, до якого допускалися лише патриції. За ним наречена передавалася з рук батька в руки нареченого, і це підкреслювало повну залежність дружини від чоловіка. Церемонія проводилася в присутності великого понтифіка і фламіна Юпітера. Розірвання такого шлюбу було практично неможливим.
Схоже, що шлюб був щасливим, хоча чоловік був старший приблизно на 23 років. Згідно з Плутархом, молодята кохали одне одного. Юлія була красива й доброчесна настільки, що Помпей навіть втратив на якийсь час інтерес до політики на користь дому та сім'ї.
Дітей у пари не було. Перша вагітність Юлії закінчилася викиднем в 55 до н. е. Сталося це через те, що на виборах еділів того року на форумі сталися заворушення і тогу Помпея заляпали кров'ю. Коли раб приніс її додому, Юлія знепритомніла, думаючи, що Помпей убитий, і це призвело до передчасних пологів.

## Смерть
У серпні 54 до н. е. Юлія вмирає при пологах. Її дитина, швидше за все дівчинка, не виживає і вмирає через кілька днів після матері.
Горе Помпея було величезним. Він хотів поховати Юлію на своїй віллі на Альбанських пагорбах, проте римляни, що дуже добре ставилися до Юлії, зажадали поховання її праху на Марсовому полі. Помпею необхідно було отримати на це дозвіл сенату.
На слуханнях консул того року, Луцій Доміцій Агенобарб, спробував протистояти прийняттю такого дозволу, проте сенат висловився за. Прах Юлії був похований на Марсовому полі.
Незабаром після її смерті Помпей і Цезар стають ворогами. До середини 50-х років I століття до н. е. Юлія була єдиною ланкою, що зв'язувала цих двох людей.
Цезар дуже сумував за Юлією. У серпні 46 до н. е. він провів ігри в її честь. Також на честь Юлії були названі кілька міст — Colonia Iulia, в тому числі місто Геліополіс (суч. Баальбек, Ліван).
У 44 до н. е. поряд з місцем поховання Юлії передбачалося спалити тіло Цезаря, однак Марк Антоній вирішив, що найкращим місцем буде форум.